# روي رادين
روي رادين (بالإنجليزية: Roy Radin)‏ هو منتج مسرحي ‏ أمريكي، ولد في 13 نوفمبر 1949، وتوفي في 10 يونيو 1983 في Gorman, California ‏ في الولايات المتحدة.

## وصلات خارجية
- روي رادين على موقع IMDb (الإنجليزية)